# Актобинський сільський округ (Бухар-Жирауський район)
Актоби́нський сільський округ (каз. Ақтөбе ауылдық округі, рос. Актобинский сельский округ) — адміністративна одиниця у складі Бухар-Жирауського району Карагандинської області Казахстану. Адміністративний центр — село Актобе.
Населення — 806 осіб (2021; 1203 у 2009, 1590 у 1999, 1804 у 1989).
Станом на 1989 рік існувала Актобинська сільська рада (села Актобе, Інтумак) ліквідованого Тельманського району.

## Склад
До складу округу входять такі населені пункти:
| Населений пункт | Населення, осіб (1989) | Населення, осіб (1999) | Населення, осіб (2009) | Населення, осіб (2021) |
| --------------- | ---------------------- | ---------------------- | ---------------------- | ---------------------- |
| Актобе, село    | 1189                   | 1004                   | 764                    | 556                    |
| Інтумак, село   | 615                    | 586                    | 439                    | 250                    |